# Tadeusz Ciężak
Tadeusz Jan Ciężak (ur. 8 kwietnia 1942 w Giełczwi, zm. 13 grudnia 2017) – polski specjalista budownictwa, dr hab. inż.

## Życiorys
Był absolwentem Politechniki Warszawskiej, gdzie również w 1991 uzyskał habilitację na podstawie pracy pt. Rozwarcie rys w skręcanych elementach żelbetowych. Związany był z Politechniką Lubelską, której był profesorem nadzwyczajnym, piastując również funkcję prodziekana Wydziału Inżynierii Budowlanej i Sanitarnej, a także dyrektora Instytutu Budownictwa i kierownika Katedry Technologii i Organizacji Budownictwa, Katedry Inżynierii Procesów Budowlanych oraz Laboratorium Budownictwa. Prof. Ciężak był także członkiem Sekcji Konstrukcji Betonowych Polskiej Akademii Nauk, Zarządu Komitetu Nauki Polskiego Związku Inżynierów i Techników Budownictwa (PZITB) oraz Rady Naukowej Centralnego Ośrodka Badawczo-Rozwojowego Przemysłu Betonów „CEBET” w Warszawie.

## Wybrane odznaczenia
- Srebrny Krzyż Zasługi w 1996[2]